# Big Rube
Big Rube es un artista de la 1.ª generación de Dungeon Family. Ha producido a Outkast y colaborado con varios artistas del colectivo, como Goodie MOb, Cee-Lo y el propio Outkast. Junto a Sleepy Brown, formaba parte del grupo Society of Soul.
Big Rube es mencionado a menudo como el "Griot" debido a su conocimiento.

## Apariciones (Álbumes)
- OutKast - Southernplayalisticadillacmuzik
- OutKast - ATLiens
- OutKast - Aquemini
- OutKast - Stankonia
- Cool Breeze - East Point's Greatest Hit
- Witchdoctor - A S.W.A.T.S Healin' Ritual
- Backbone - Concrete Law
- Big Gipp - Mutant Mind Frame
- Cee-Lo - Cee-Lo Green is... The Soul Machine

- Datos: Q3499802